# Dudley (serie televisiva)
Dudley è una serie televisiva statunitense in 6 episodi di cui 5 trasmessi per la prima volta nel corso di una sola stagione nel 1993.
È una sitcom incentrata sulle vicende di Dudley Bristol (interpretato da Dudley Moore), un maturo pianista di cabaret divorziato e del figlio adolescente Fred. La serie fu candidata per due Emmy Award nel 1993 nelle categorie Outstanding Individual Achievement in Graphic Design e Title Sequences and Outstanding Individual Achievement in Lighting Direction for a Comedy Series.

## Personaggi e interpreti
- Dudley Bristol (5 episodi, 1993), interpretato da Dudley Moore.
- Laraine Bristol (5 episodi, 1993), interpretata da Joanna Cassidy.
- Fred Bristol (5 episodi, 1993), interpretato da Harley Cross.
- Harold Krowten (5 episodi, 1993), interpretato da Joel Brooks.
- Marta (5 episodi, 1993), interpretata da Lupe Ontiveros.
- Paul (5 episodi, 1993), interpretato da Max Wright.

## Produzione
La serie, ideata da Susan Beavers, fu prodotta da CBS Productions Il regista è Ellen Falcon, tra gli sceneggiatori vi è la stessa Susan Beavers.

## Distribuzione
La serie fu trasmessa negli Stati Uniti dal 16 aprile 1993 al 14 maggio 1993 sulla rete televisiva CBS.

## Episodi
| Stagione       | Episodi | Prima TV USA |
| -------------- | ------- | ------------ |
| Prima stagione | 6       | 1993         |